# Stråtjärn en Gunnarsbo
Stråtjärn en Gunnarsbo (Zweeds: Stråtjärn och Gunnarsbo) is een småort in de gemeente Falun in het landschap Dalarna en de provincie Dalarnas län in Zweden. Het småort heeft 80 inwoners (2005) en een oppervlakte van 32 hectare. Eigenlijk bestaat het småort uit twee plaatsen: Stråtjärn en Gunnarsbo. Het riviertje de Aspån loopt door het småort.